# Omus audouini
Omus audouini – gatunek chrząszcza z rodziny biegaczowatych i podrodziny trzyszczowatych. Zamieszkuje zachodnią Nearktykę.

## Taksonomia
Gatunek ten opisany został po raz pierwszy w 1838 roku przez Louisa Jérôme’a Reiche. Epitet gatunkowy nadano na cześć Jean Victoire’a Audouina. W latach 1909–1924 Thomas Casey opisywał liczne gatunki i podgatunki z rodzaju Omus, z których 17 zsynonimizowanych zostało z O. audouini. Synonimizacji większości z nich dokonał w 1926 roku Walther Horn.

## Morfologia
Chrząszcz o ciele długości od 14 do 18 mm. Ubarwienie ma czarne, niemal matowe. Przedplecze ma zarys z bokami zaokrąglonymi w przedniej połowie, a jego kąty przednie są silnie zagięte ku dołowi. Na pokrywach występują szersze powierzchnie dołkowane oraz węższe powierzchnie bez dołków, tworzące razem nieregularny wzór. W widoku bocznym pokrywy są wyraźnie wysklepione. Populacje z północnej części zasięgu ogólnie osiągają większe rozmiary ciała i mają silniej wyrażoną rzeźbę pokryw niż populacje z południowej jego części.

## Ekologia i występowanie
Owad ten zasiedla wysokie lasy deszczowe strefy umiarkowanej oraz przyległe tereny nadbrzeżne i porośnięte wysokimi trawami. Postacie dorosłe w północnej części zasięgu aktywne są od kwietnia do czerwca, w południowej zaś od lutego do maja. Bytują głównie w ściółce cienistych i wilgotnych lasów, jednak nocami i w pochmurne dni polują na terenach odkrytych. Ogólnie O. audouini wybiera siedliska nieco bardziej otwarte niż O. dejeani, ale w umiarkowanie zacienionych lasach rosnących na niskich rzędnych gatunki te występują sympatrycznie. Rozród ma miejsce na odkrytych, płaskich terenach o gliniastym podłożu, jak nabrzeża wód i przecinające las dukty. W glebie larwy wykopują norki. Na czas zimy larwy przestają być aktywne. Cykl życiowy jest co najmniej trzyletni.
Gatunek nearktyczny. W Kanadzie występuje w południowo-zachodniej Kolumbii Brytyjskiej, w tym na Vancouver Island. W Stanach Zjednoczonych zamieszkuje zachodnie części Waszyngtonu i Oregonu oraz północno-zachodnią Kalifornię. Wschodnią granicę zasięgu w Stanach Zjednoczonych osiągają docierając wzdłuż Columbia River do hrabstw Benton i Klamath.